# 逃离超新星
《逃離超新星》（又译作）是安布罗西亚软件与ATMOS联合开发的太空贸易与战斗游戏，爲逃逸速度系列的第三款作品。游戏2002年3月首发，对应Mac OS X和Mac OS 9平台；Microsoft Windows移植版2003年7月發行。游戏設定於超空间技术誕生的未來世界；玩家扮演太空飛船艦長，从六个剧本中任擇其一遊玩，在星际间自由穿梭賺取金錢、完成任務。

## 玩法与情节
《逃离超新星》以未来的太空为舞台；玩家扮演刚购买飞船，即将开始事业的自由舰长。游戏世界由众多恒星系统组成，玩家通过超空间跳跃技术，在毗邻的恒星系统间转移。恒星系统地圖爲二维俯视画面，其中分布若干星球和其他各类飞船。玩家控制飞船在恒星系统中自由行动，与星球和其他飞船互动：如登陆星球接受任务、交易货物、强化武器或购买飞船，要求星球进贡（会招致星球舰队攻击）；请求其他飞船支援，或与其他飞船战斗。随着游戏推进，玩家将不断解锁星球和其他内容。如果玩家飞船遭击毁，又未配备逃生舱等设备，则玩家角色死亡。游戏世界分联邦、极光和北辰三大派系，各统治部分恒星系统。尽管玩家是自由身份，不牵涉三派的冲突，但玩家可以选择协助其中一派。游戏有六个剧本可供游玩；各剧本彼此独立，改换剧本需新建角色档案。《逃离超新星》是共享游戏；游戏角色赫克托舰长会不时提醒玩家付費。玩家可透過插件定制的舰船与战役；惟该功能付费方得使用。

## 開發
《逃離超新星》原为安布羅希亞軟體1998年遊戲《逃逸速度 過載》的外掛程式。1998年7月，澳大利亚幾位喜歡《過載》的學生——戴维兹·威廉斯、贾森·库克、斯科特·瓦尔迪——发起了模組制作計劃，定名“過載 新星”。他们在安布羅希亞軟體官方論壇發佈貼文，引發公司职员安德鲁·韦尔奇關注。很快，这群學生以ATMOS軟體名義同安布羅希亞签约，製作新遊戲。安布羅希亞軟體的马特·伯奇（《逃逸速度》及《過載》的程式員）開發遊戲引擎，韦尔奇出任項目經理，ATMOS负责畫面與劇本；伯奇在编写该作程序的同时，还兼任另一项目的工程師。2000年7月，安布羅希亞与ATMOS簽訂合同，將《過載》外掛程式改爲《逃离超新星》劇本；自此計算，《逃離超新星》開發週期約12個月，之後測試軟體又耗时8个月。
《逃離超新星》與2002年3月19日面向mac作業系統發售，支援OS X和OS 9。Windows移植版消息隨後流出，並於2003年7月11日正式问世。2008年，遊戲以通用二进制编译後於Mac平台發佈，原生支援英特尔處理器。

## 评价
媒體認爲就共享遊戲而言，《逃離超新星》的系統和遊戲設計值得稱讚。《麥金塔狂》授予遊戲編輯推薦獎。克里斯·巴里利克評測稱，《逃離超新星》系統基本如同前作《逃逸速度》及《過載》，並稱遊戲設計“遠比你所期待的共享遊戲完美”。遊戲發行兩年後，巴里利克依然称游戏值得下載。麥金塔遊戲内幕的里夏尔·波尔谢表示，遊戲畫面勝過普通的共享遊戲。麥金塔世界的彼得·科恩稱，遊戲融合了動作型太空戰鬥遊戲與冒險遊戲的元素。他认为遊戲勝過系列前作，并称安布羅希亞軟體很明智没插手。
至于游戏故事和長度，媒體观点两极分化。波尔谢认为《逃離超新星》胜在重玩價值，尤其是插件支援。他认为遊戲情节過分簡單且彼此割裂，但插件可弥补这一缺陷。PC玩家的J·T·特罗曼稱讚故事劇本，但批評遊戲漫长重複、各段故事时间跨度遙遠。俄語網站Absolute Games的NomaD稱讚游戏的大尺寸地圖和劇本，但批評没有背景音乐。MacNN网站则意見相左，指摘遊戲世界和對話规模小；但编辑稱遊戲“不同尋常”，並肯定遊戲的重玩價值。